# Spektras Nya Deckaress
Spektras Nya Deckaress var den andra av Jan Brobergs bokserier med utvalda kvalitetsdeckare. Den gavs ut i 26 volymer mellan 1976 och 1979 på bokförlaget Spektra.
Serien följdes av samma förlags Spektras Kriminaless.

## Böcker i serien
1. Dimstråk av John Franklin Bardin
2. Hokus Pokus av Clayton Rawson
3. En man med onda avsikter av Patricia Highsmith
4. Doktor Frigo av Eric Ambler
5. I sista sekunden - antologi
6. Krona eller klave av Martin Cruz Smith
7. Rent samvete av Francis Clifford
8. Domedag av Eric Ambler
9. Kurragömma av Andrew Garve
10. Den förgiftade chokladasken av Anthony Berkeley
11. En fråga om skuld av Edward Grierson
12. Svälta räv av Ellery Queen
13. Tack för igår av Len Deighton
14. Brottsligt förflutet av John Dickson Carr
15. Tag tjuren vid hornen av Rex Stout
16. Solkemisten av Lionel Davidson
17. I valet och kvalet av Patricia McGerr
18. Över stock och sten av Michael Innes
19. Vilddjurets märke av Fredric Brown
20. Statskupp av Peter van Greenaway
21. Flyktförsök av Michael Lewin
22. I rättvisans namn av Edgar Lustgarten
23. Som i en dröm av Margaret Millar
24. Affär är affär av Michael Gilbert
25. Bakom lås och bom av H. H. Holmes (alias Anthony Boucher)
26. Ödets ironi av George Hopley (alias Cornell Woolrich)